# Amolita obliqua
Amolita obliqua är en fjärilsart som beskrevs av Smith 1903. Amolita obliqua ingår i släktet Amolita och familjen nattflyn. Inga underarter finns listade i Catalogue of Life.